# IEEE 802.1b
O Padrão 802.1B define aspectos referentes a gerência de redes locais (LANs) e redes metropolitanas (MANs). 
Foi elaborado em 1992 e aprovado pelo ANSI em 1993.